# Richard Vahsel
Pour les articles homonymes, voir Vahsel.
Richard Vahsel, né le 9 février 1868 à Hohnhorst mort le 8 août 1912 en mer de Weddell, est un marin et explorateur allemand.

## Biographie
Il participe à l'expédition Gauss (1901-1903) d'Erich von Drygalski, la première expédition allemande vers l'Antarctique.
Vahsel participe également à l'Hamburger Südsee-Expedition de 1908-1910 dans l'océan Pacifique Sud.
Il est par la suite le capitaine du Deutschland, le navire de l'expédition Filchner (1911-1912) qui explore la mer de Weddell jusqu'à l'Antarctique. Vahsel meurt semble t-il de la syphilis lors de cette dernière expédition.

## Postérité
La baie de Vahsel porte son nom.